# Сэнгакудзи (храм)
Храм Сэнгакудзи — буддийский храм в токийском округе Минато, где похоронены сорок семь ронинов. 

## История
Храм принадлежит секте Сото-сю, одной из главных ветвей дзэн-буддизма, первоначально был построен в 1612 году, в начале эпохи Эдо, недалеко от замка сёгуна, а после большого пожара 1641 года перенесён на нынешнее место.
Храм прославился благодаря событию, произошедшему в XVIII веке — отмщении сорока семи бывших самураев (ронинов) из княжества Ако за смерть своего князя.

### Могилы 47 ронинов
Здесь находится могила даймё Асано Такуми-но-Ками Наганори из Ако, который был вынужден совершить ритуальное самоубийство после того, как нарушил протокол и вытащил меч в замке Эдо. Здесь также похоронена его супруга и находятся могилы всех 47 ронинов, совершивших сэппуку в 16 год эпохи Гэнроку в 4 день 2 месяца (20 марта 1703 года). Могильных камней — 48, а захороненных тел — только 45. Тело одного из ронинов, Хадзамы Мицукадзэ, было после смерти истребовано родственниками и похоронено в храме Хонгандзи, однако могильный камень для его погребения был поставлен вместе с остальными в Сэнгакудзи. Тарасака Китиэмон, опубликовавший воспоминания о мести ронинов, прожил до 83-х лет при храме Сокэйдзи, и похоронен там же. Могильная плита с его именем была установлена (1868) для проведения мемориальных служб. Ещё один ронин — Каяно Сампэй, который не смог участвовать в подготовке мести из-за противодействия отца и близких родственников, совершил сэппуку ещё до начала операции возмездия. В честь Каяно также установлена мемориальная плита на кладбище.
Могилы ронинов являются объектом поклонения, а одежду и оружие их по легенде до сих пор хранят монахи Сэнгакудзи.
Перед воротами храма установлен памятник предводителю дружины самураев — Оиси Кураноскэ.
Каждый год 14 декабря в храме Сэнгакудзи проводится фестиваль, посвященный 47 ронинам.